# Fairfield (Alabama)
Fairfield – miasto w Stanach Zjednoczonych, w stanie Alabama, w hrabstwie Jefferson. W roku 2023 miasto zamieszkiwały 9582 osoby, a gęstość zaludnienia wynosiła 1041,5 osoby/km².